# Miranda do Douro
Miranda do Douro – pograniczne miasto w Portugalii, leżąca w dystrykcie Bragança, w regionie Północ w podregionie Alto Trás-os-Montes. 

## Krótki opis
Miranda położona jest nad malowniczym przełomem rzeki Duero, zamkniętym poniżej miasta tamą. Duero stanowi na tym odcinku swojego biegu granicę między Portugalią a Hiszpanią. Miejscowość jest siedzibą gminy o tej samej nazwie. Przez wiele lat Miranda była siedzibą biskupstwa Mirandy i Bragançy, stąd jedną z atrakcji turystycznych jest okazała katedra, do której przylegają ruiny pałacu biskupiego. Stara część miasta otoczona murami miejskimi górującymi nad znajdującym się kilkaset metrów poniżej nurtem Duero, jest malowniczym przykładem typowej, dawnej zabudowy portugalskich miast. Około 15 tys. mieszkańców okolic Mirandy (na obszarze około 500 km²) mówi w narzeczu, które pod koniec lat dziewięćdziesiątych XX w. zostało przez portugalski parlament oficjalnie uznane za lokalny język urzędowy i funkcjonuje pod nazwą mirandês.

## Demografia
| Liczba ludności gminy Miranda do Douro (1801–2011) | Liczba ludności gminy Miranda do Douro (1801–2011) | Liczba ludności gminy Miranda do Douro (1801–2011) | Liczba ludności gminy Miranda do Douro (1801–2011) | Liczba ludności gminy Miranda do Douro (1801–2011) | Liczba ludności gminy Miranda do Douro (1801–2011) | Liczba ludności gminy Miranda do Douro (1801–2011) | Liczba ludności gminy Miranda do Douro (1801–2011) | Liczba ludności gminy Miranda do Douro (1801–2011) | Liczba ludności gminy Miranda do Douro (1801–2011) |
| -------------------------------------------------- | -------------------------------------------------- | -------------------------------------------------- | -------------------------------------------------- | -------------------------------------------------- | -------------------------------------------------- | -------------------------------------------------- | -------------------------------------------------- | -------------------------------------------------- | -------------------------------------------------- |
| 1801                                               | 1849                                               | 1900                                               | 1930                                               | 1960                                               | 1981                                               | 1991                                               | 2001                                               | 2004                                               | 2011                                               |
| 7 706                                              | 7 146                                              | 10 639                                             | 11 272                                             | 18 972                                             | 9 948                                              | 8 697                                              | 8 048                                              | 7 707                                              | 7 482                                              |

## Sołectwa
Sołectwa gminy Miranda do Douro (ludność wg stanu na 2011 r.):
- Águas Vivas – 163 osoby
- Atenor – 121 osób
- Cicouro – 95 osób
- Constantim – 109 osób
- Duas Igrejas – 599 osób
- Genísio – 186 osób
- Ifanes – 160 osób
- Malhadas – 344 osoby
- Miranda do Douro – 2254 osoby
- Palaçoulo – 554 osoby
- Paradela – 151 osób
- Picote – 301 osób
- Póvoa – 208 osób
- São Martinho de Angueira – 307 osób
- Sendim – 1366 osób
- Silva – 237 osób
- Vila Chã de Braciosa – 327 osób